# Tungabhadra
Tungabhadra je rijeka u južnoj Indiji, desni pritok Krišne, duga oko 710 km. Izvire na području zapadnih Gata. Područje sliva obuhvaća 72 200 km kvadratnih. Na rijeci s enalazi i hidroelektrana.